# یوکو ایتو
یوکو ایتو (انگلیسی: Yuko Ito؛ زادهٔ ۱۸ آوریل ۱۹۷۴) مدل (شخص)، بازیگر، و شخصیت‌های تلویزیونی در ژاپن اهل ژاپن است. وی از سال ۱۹۹۵ میلادی تاکنون مشغول فعالیت بوده‌است.